# Fatmata Fofanah
Pour les articles homonymes, voir Fofana.
Fatmata Fofanah, née le 10 juin 1985 à Freetown (Sierra Leone), est une athlète guinéenne et bahreïnie, spécialiste du 100 mètres haies.

## Biographie
Née pendant la guerre civile en Sierra Leone, elle grandit en Guinée, puis vit aux États-Unis, où elle se consacre à l'athlétisme. 

## Carrière
Aux Jeux panafricains de 2007, à Alger, elle remporte la médaille de bronze aux 100 mètres haies. L'année suivante, elle est championne d'Afrique et participe aux Jeux olympiques de Pékin. Elle est porte-drapeau de l'équipe olympique guinéenne.
Lors de sa première course, elle trébuche sur la première haie et doit abandonner.
En 2009, elle opte pour la nationalité bahreïnie. Sa meilleure performance est de 12,96 secondes (2007).
Elle est la sœur du sprinteur Nabie Foday Fofanah.

## Palmarès
| Date                    | Compétition            | Lieu                   | Résultat               | Épreuve                | Temps                  |
| Représentant la Guinée  | Représentant la Guinée | Représentant la Guinée | Représentant la Guinée | Représentant la Guinée | Représentant la Guinée |
| ----------------------- | ---------------------- | ---------------------- | ---------------------- | ---------------------- | ---------------------- |
| 2007                    | Jeux africains         | Alger                  | 3e                     | 100 m haies            | 13 s 76                |
| 2008                    | Championnats d'Afrique | Addis-Abeba            | 1re                    | 100 m haies            | 13 s 10                |
| Représentant le Bahreïn |                        |                        |                        |                        |                        |
| 2009                    | Championnats panarabes | Damas                  | 1re                    | 100 m haies            | 13 s 51                |
| 2009                    | Championnats panarabes | Damas                  | 3e                     | 4 x 100 m              | 48 s 77                |